# Nilus rossi
Espèce
Synonymes
- Thalassius rossii Pocock, 1902
- Thalassius harpago Roewer, 1955

Nilus rossi est une espèce d'araignées aranéomorphes de la famille des Pisauridae.

## Distribution
Cette espèce se rencontre en Afrique du Sud, au Mozambique, au Zimbabwe et au Congo-Kinshasa.

## Description
La femelle holotype mesure 14 mm.
Les mâles mesurent de 8,3 à 17 mm et les femelles de 9,8 à 19,5 mm.

## Systématique et taxinomie
Cette espèce a été décrite sous le protonyme Thalassius rossii par Pocock en 1902. Elle est placée dans le genre Nilus par Jäger en 2011.
Thalassius harpago a été placée en synonymie par Sierwald en 1987.

## Étymologie
Cette espèce est nommée en l'honneur d'A. Ross.

## Publication originale
- Pocock, 1902 : « Descriptions of some new species of African Solifugae and Araneae. » Annals and Magazine of Natural History, sér. 7, vol. 10, p. 6-27 (texte intégral).